# زغبورة حائرة
زغبورة حائرة (الاسم العلمي:Stigmella perplexa) هي نوع من الحشرات تتبع جنس الزغبورة من فصيلة السليلات.